# Paul Markstrom
Paul Markstrom es un personaje de ficción de la serie de televisión Oz, interpretado por O. L. Duke.

## Historia enOz
Paul Markstrom es un preso que entra en Oz por delitos de narcotráfico. No se especifica el número de preso en ningún momento de la serie, ni se enseña un flashback de su delito.

### Primera temporada
Cuando Markstrom llega a Oz, el alcaide Leo Glynn le pide al jefe de la unidad Tim McManus que admita a Markstrom en Emerald City. Aunque a McManus no le hace ninguna gracia ya que según él mismo es "un camello de poca monta", el alcaide le convence confesándole que es su sobrino.
A su llegada a Em City, su padrino es Jefferson Keane, jefe de los Negros. Es aceptado enseguida como miembro, y toma parte activa en sus actividades. Sin embargo, siempre se le ve acompañado de Keane y Simon Adebisi. Además es el propio Markstrom quien sugiere a Keane que Kenny Wangler sea aceptado como miembro de la banda para ayudar en la lucha contra los Italianos. Cuando Keane se convierte al islam y abandona sus responsabilidades como jefe de la banda, Markstrom le sucede.
Cuando Nino Schibetta, jefe de los Italianos, se ve forzado a colaborar con los Negros, les da una pista falsa de cómo entran las drogas en Oz, mediante el correo. Al día siguiente, se detiene un paquete que contiene drogas y entraba por esta vía. Nino hace unas llamadas y averigua qué ha pasado. Luego reúne a Adebisi y a Markstrom y les culpa de que ha habido filtraciones de información, y luego se reúne con Adebisi en privado, cosa que no agrada a Markstrom.
Lo último que se puede ver de Markstrom es su cuerpo ahorcado en el gimnasio.

### Tras su muerte
Después de que Tim McManus le dé el pésame a Glynn por la muerte de su sobrino Markstrom, Glynn le cuenta que no era su sobrino, sino un agente encubierto del departamento antidroga.
Van Harris, un preso al que nunca se ve en la serie pero que, por la conversación entre Nino y Adebisi se conoce que pertenece a los Negros, confiesa el asesinato.